# Air 2000

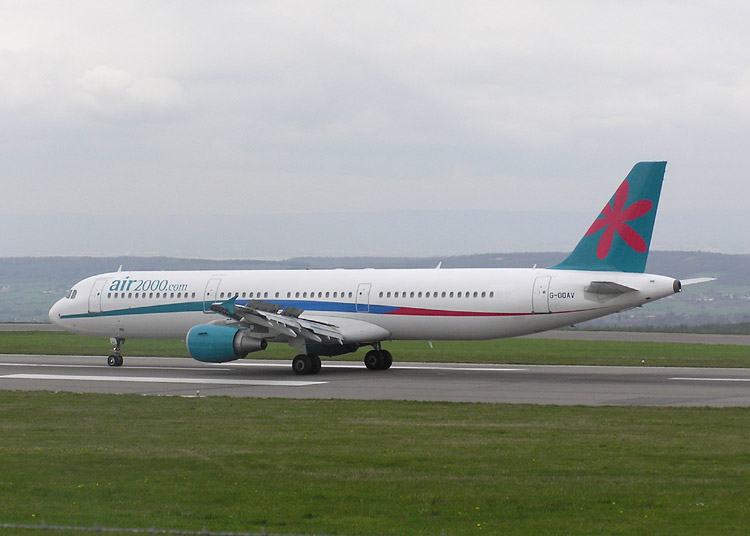
Airbus A321 авіакомпанії Air 2000 в міжнародному аеропорту Бристоля

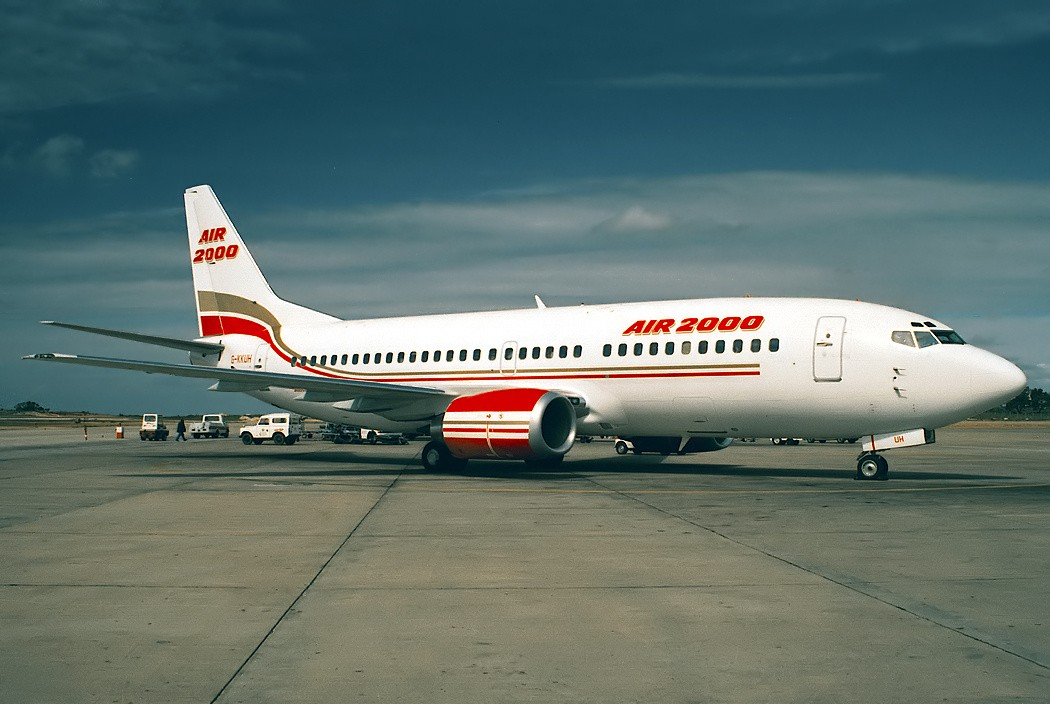
Boeing 737-3Q8 авіакомпанії Air 2000 (реєстраційний G-KKUH) в міжнародному аеропорту Фару

Air 2000 — колишня чартерна авіакомпанія зі штаб-квартирою в Манчестері, яка працювала у сфері пасажирських перевезень Великої Британії з 1987 по 2004 роки.
У 2004 році компанія була перейменована в First Choice Airways, а в 2008 році в результаті злиття туристичних операторів TUI Travel PLC і «First Choice Holidays PLC» об'єдналася з іншою авіакомпанією Thomsonfly, в результаті утворивши найбільшого в світі чартерного авіаперевізника Thomson Airways.
Портом приписки Air 2000 і її головним транзитним вузлом (хабом) був аеропорт Манчестера, як додаткові хаби використовувалися аеропорти Лондон-Гатвік і Глазго (Шотландія).

## Історія
Авіакомпанія Air 2000 була заснована приватної британською фірмою «Owners Abroad Group» на початку 1987 року і початку операційну діяльність 11 квітня того ж року, виконуючи чартерні рейси на двох літаках Boeing 757. Рік потому кількість лайнерів подвоїлася, при цьому базовим аеропортом перевізника був міжнародний аеропорт Глазго в Шотландії. У 1988 році в Канаді була створена дочірня авіакомпанія Air 2000 Airline, яка пропрацювала всього кілька днів до приозупинення канадським урядом ліцензії експлуатанта. В подальшому даний перевізник став незалежною компанією і був відомий під торговою маркою Canada 3000.
У зимовому сезоні 1988/1989 року Air 2000 відкрила свій перший далекомагістральний маршрут в Момбасу (Кенія). Кілька літаків Boeing 757 були дообладнано для здійснення довгих безпосадкових рейсів і протягом 1989 року були поставлені на маршрути в аеропорти Сполучених Штатів. У 1992 році авіакомпанія отримала від Управління цивільної авіації Великої Британії ліцензію на право виконання регулярних рейсів, перший постійний маршрут з лондонського аеропорту Гатвік в міжнародний аеропорт Пафос (Кіпр) був введений вже в наступному році.
У 1998 році туристичний холдинг First Choice поглинув конкуруючу компанію «Unijet» разом з її дочірньою авіакомпанією Leisure International Airways, літаки якої згодом були перефарбовані у ліврею Air 2000.
У 2004 році Air 2000 змінила свою офіційну назву на First Choice Airways.

## Флот
За станом на березень 2004 року повітряний флот авіакомпанії Air 2000 становили такі літаки: